# 猿田彦神社 (福岡市)
猿田彦神社（さるたひこじんじゃ）は、福岡県福岡市早良区藤崎にある神社である。天照大御神（アマテラスオオミカミ）の命により天孫降臨したニニギノミコトを道案内した猿田彦大神（サルタヒコノオオカミ）を祀っている。近くにある紅葉八幡宮が管理している。

## 歴史
猿田彦神社の勧請年月は明らかではないが、参道入口の両側にある鳥居の石柱には「正徳三年正月二十一日再建」（1713年）の刻字が見られる。また、鳥居には「紀元二千五百六十六年、明治三十九年五月再建」（1906年）と刻まれている。
もともと街道（旧唐津街道）の出入り口に祀られる道祖神として伝えられてきたものであるが、猿の字を冠する神様ということから庚申信仰と結びついたとされている。以来、60日ごとの庚申（かのえさる）の日に祭りを行い、猿にちなみ「災難が去る」「幸福が訪れる」という信心を集めてきた。
長らく無人で、庚申祭の日のみ紅葉八幡宮から神職が来社し対応していたが、2021年10月からは神職が常駐するようになった。このため庚申祭の日のみであった御朱印の対応も通年対応と変更された（神職不在時を除く）。

## 祭典・行事
猿田彦神社の行事としては、庚申祭（こうしんさい）が庚申（かのえさる）の日に行われる。これは中国から伝わった六十干支（ろくじっかんし）という暦による十干と十二支を組み合わせた干支で60日周期となっており、年に6回か7回執り行われる。
庚申祭の日のみ授与（販売）される猿面（さるめん）は博多人形の職人が作ったもので、玄関に掛けることで魔が「去る」と伝えられている。庚申祭（特に初庚申）の日には、猿面を求める参拝客で長い行列ができ、藤崎の住宅街の奥深くまで続く長い行列で、待ち時間が2時間から3時間に及ぶこともある。住宅の玄関に猿面が掛けられているのは、福岡市ではよく見られる。

猿面
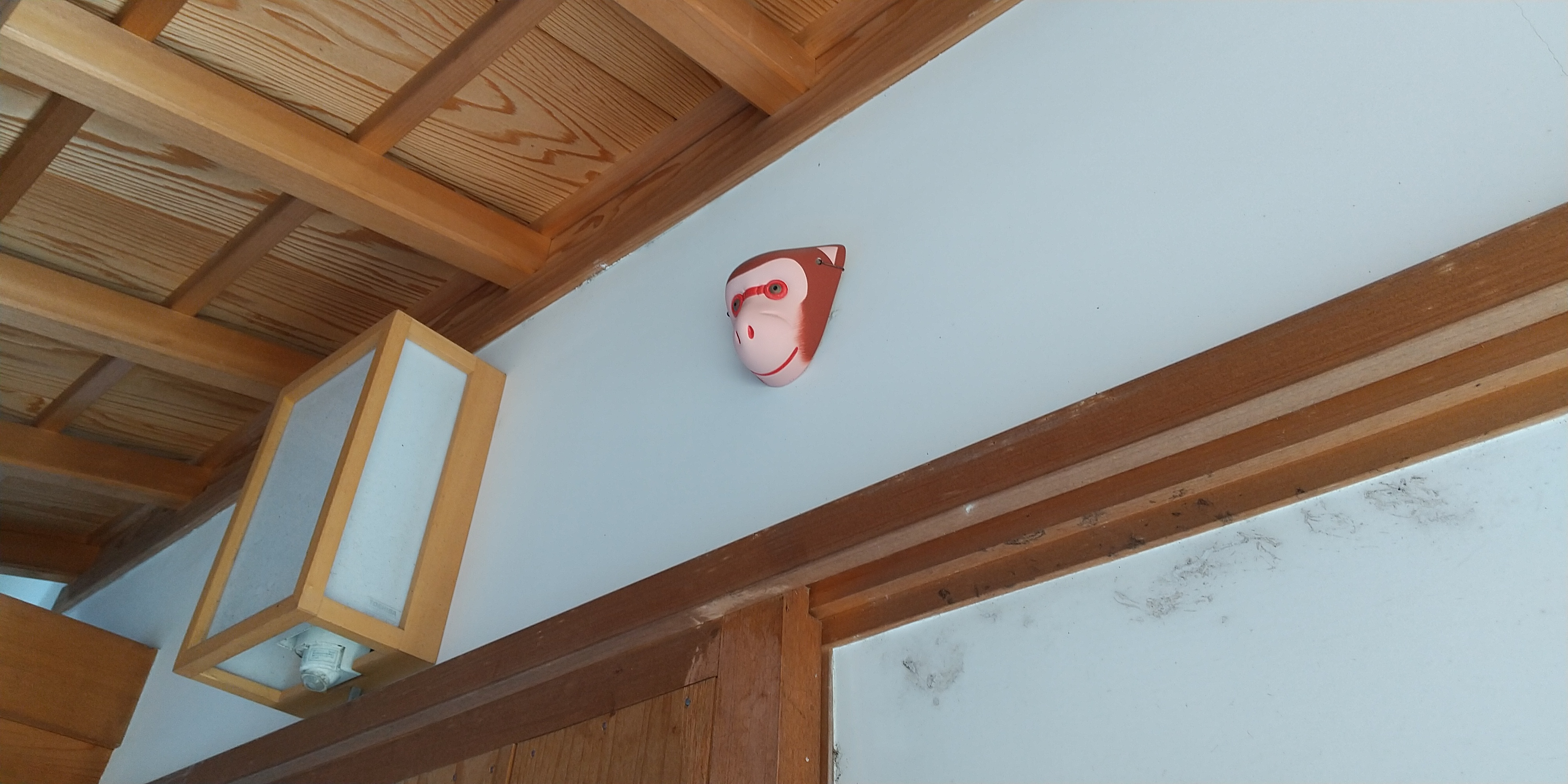
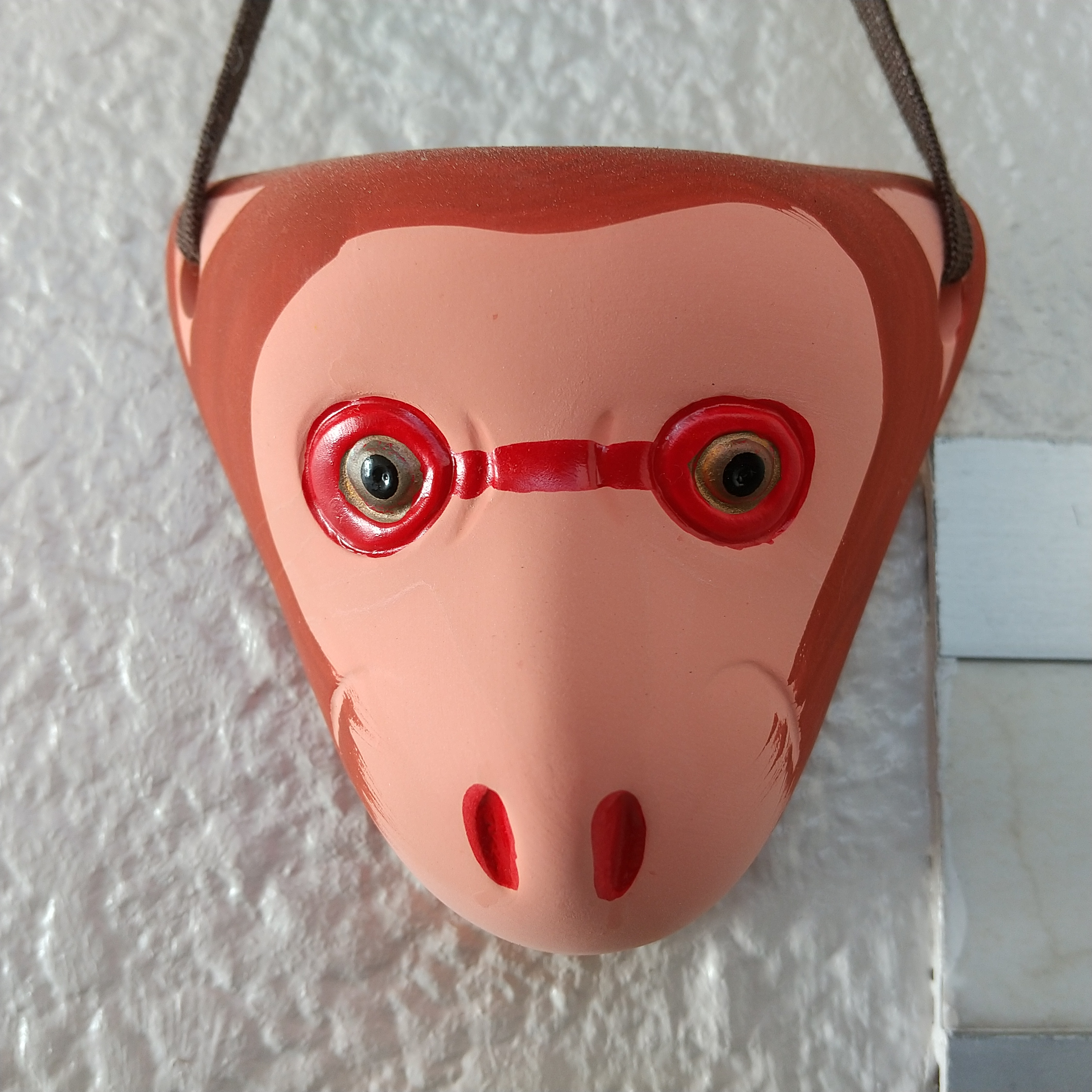

## 施設
境内の主要な施設は次の通り。

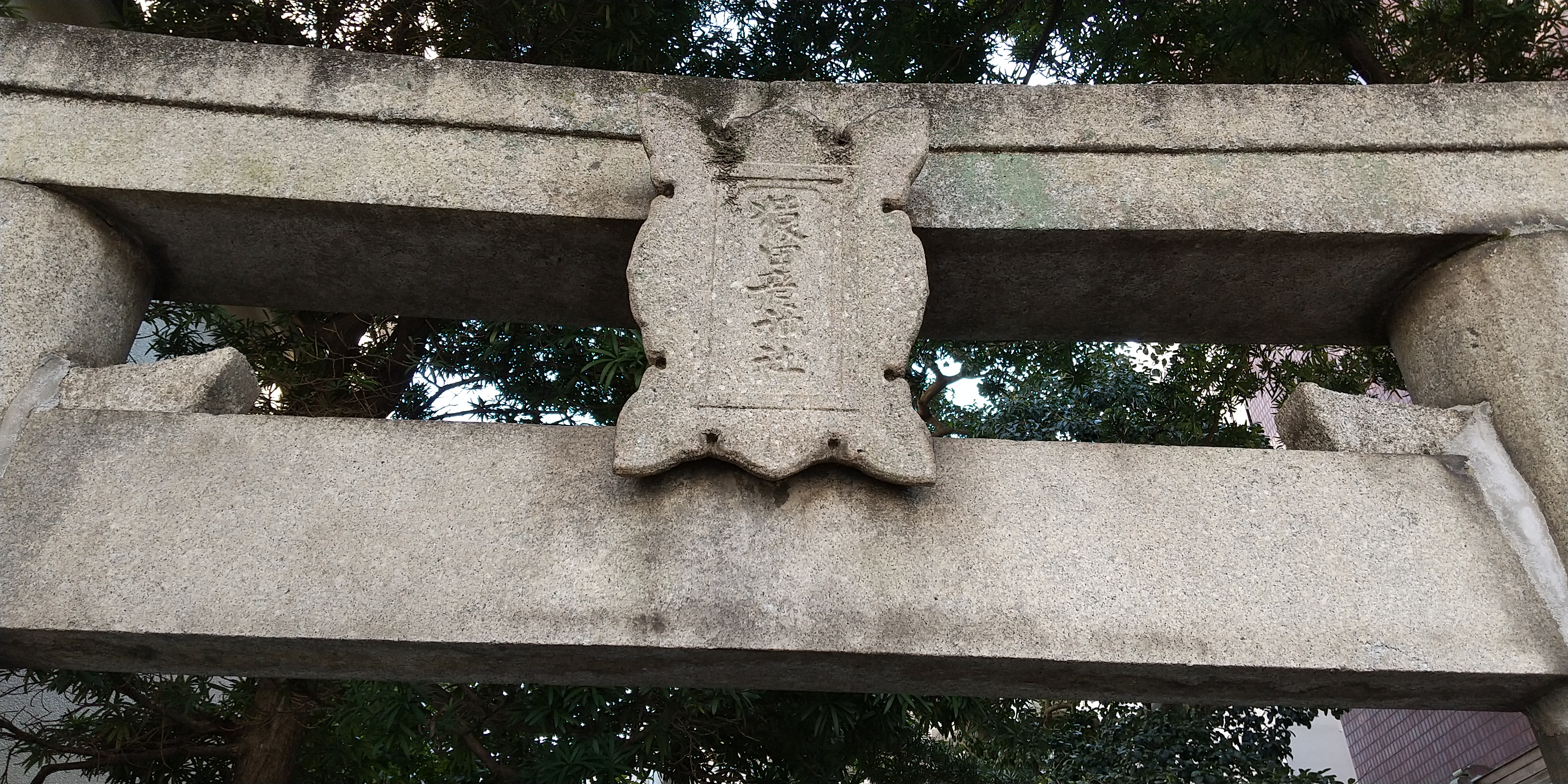
鳥居の扁額

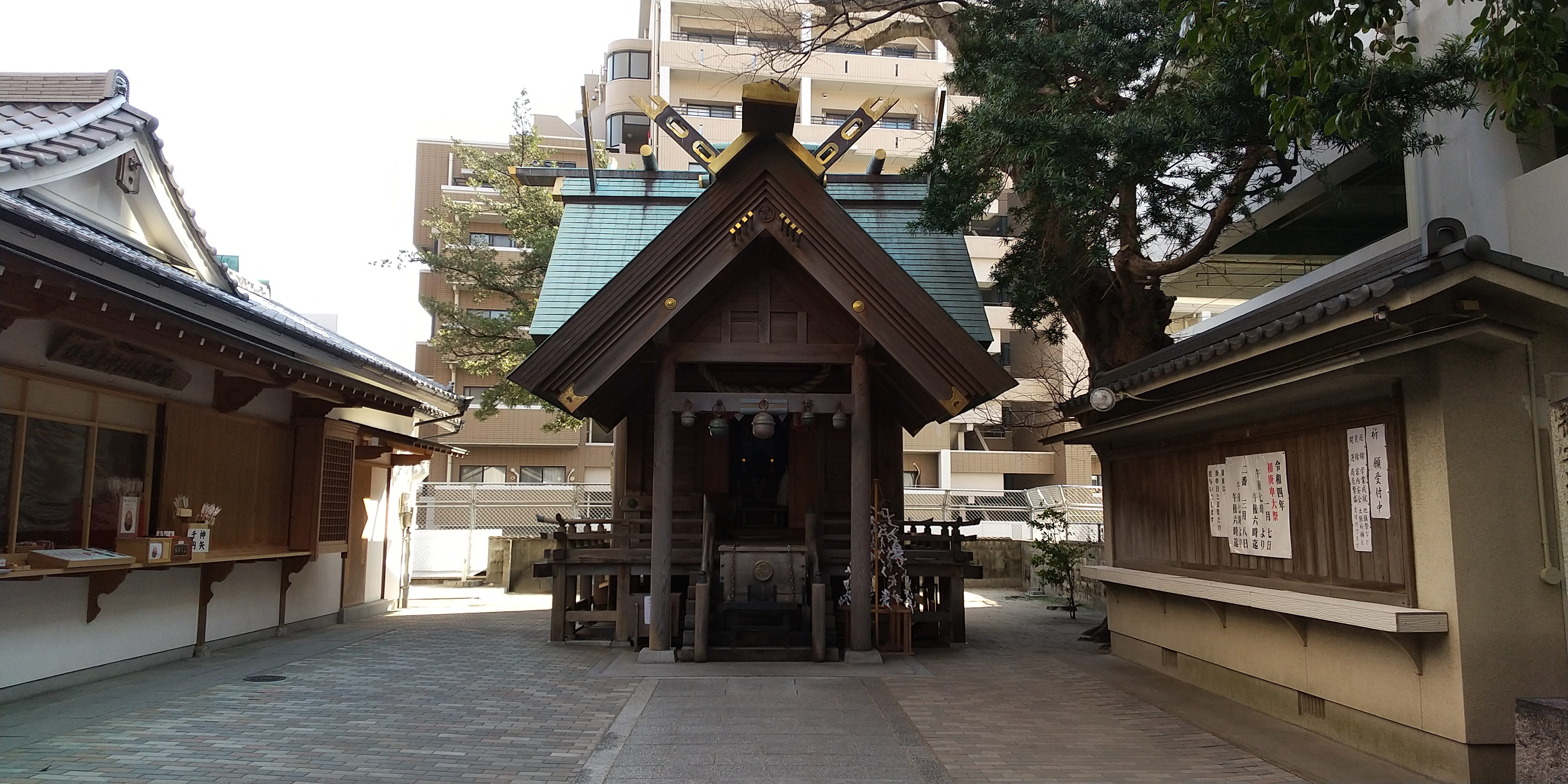
社殿（正面）

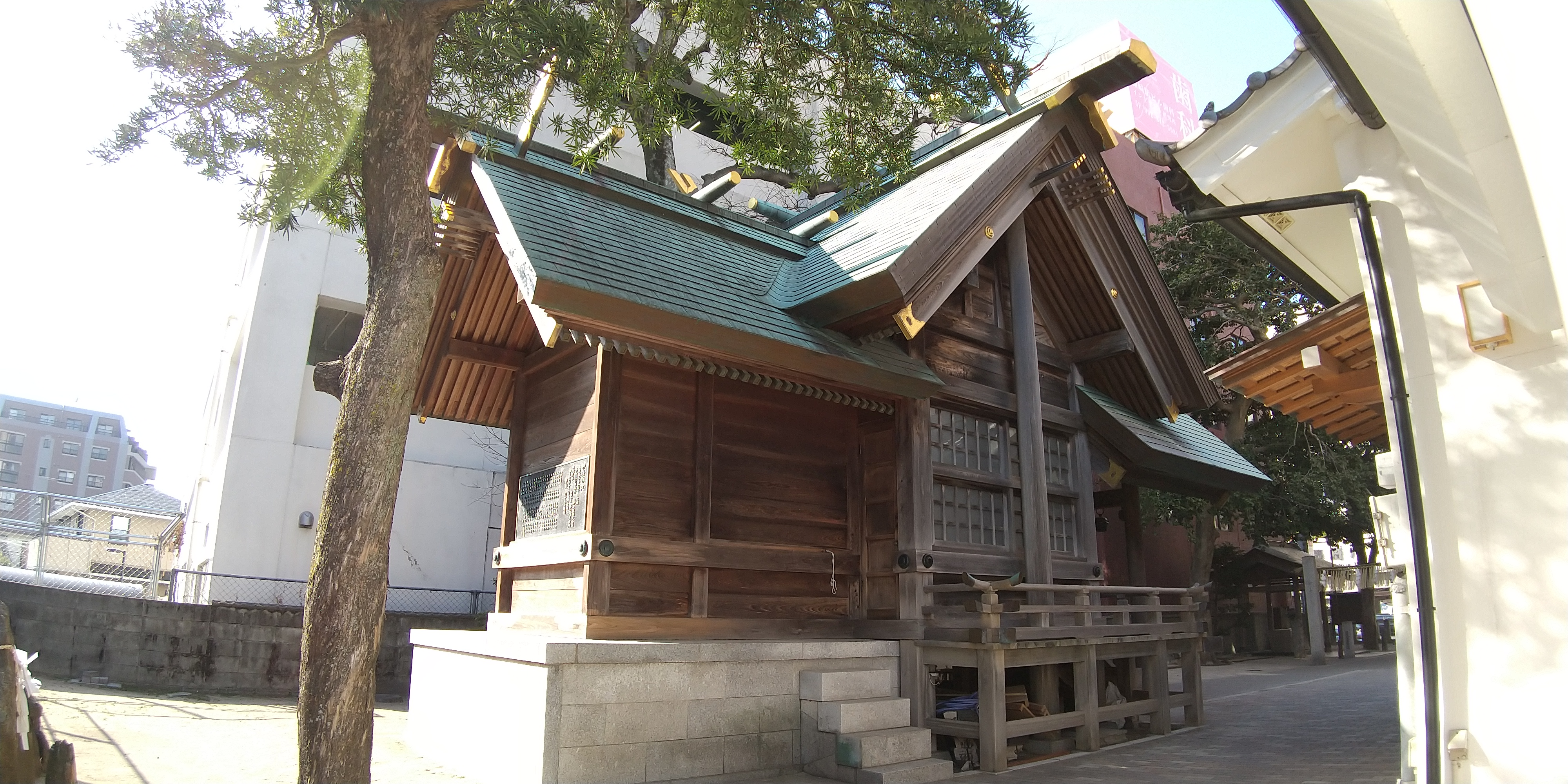
社殿（背後）

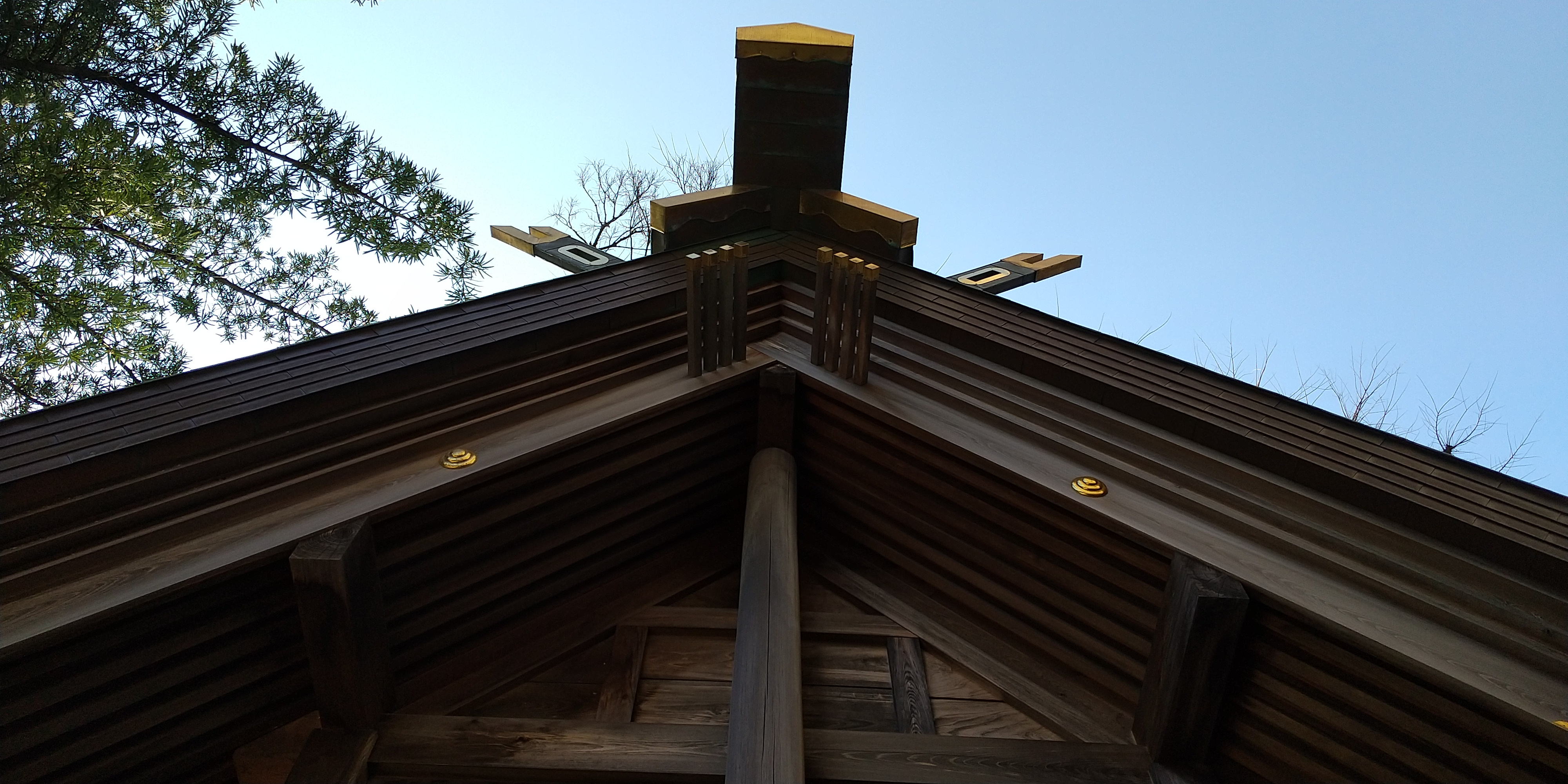
社殿の屋根（拝殿の東側）

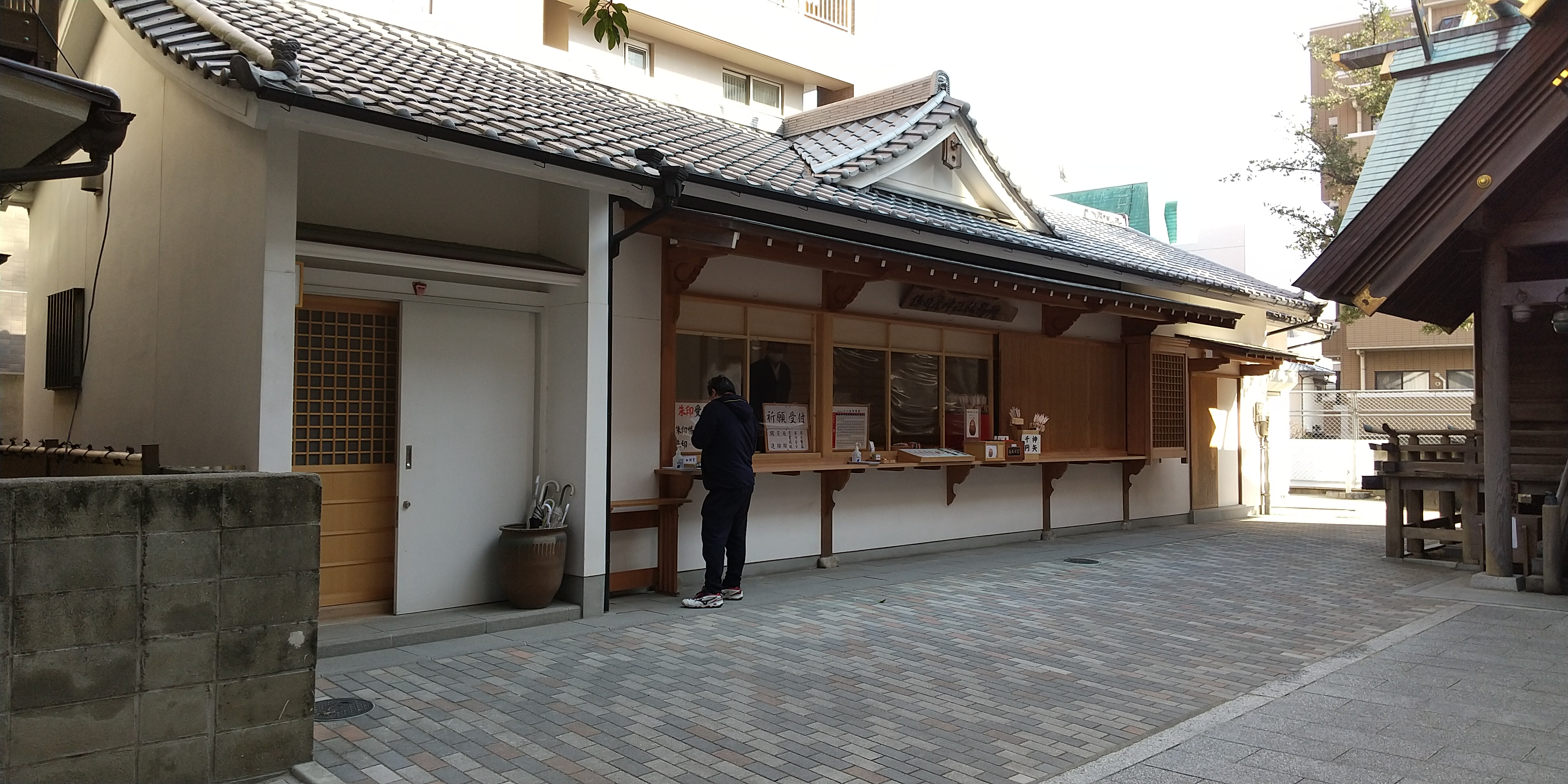
社務所

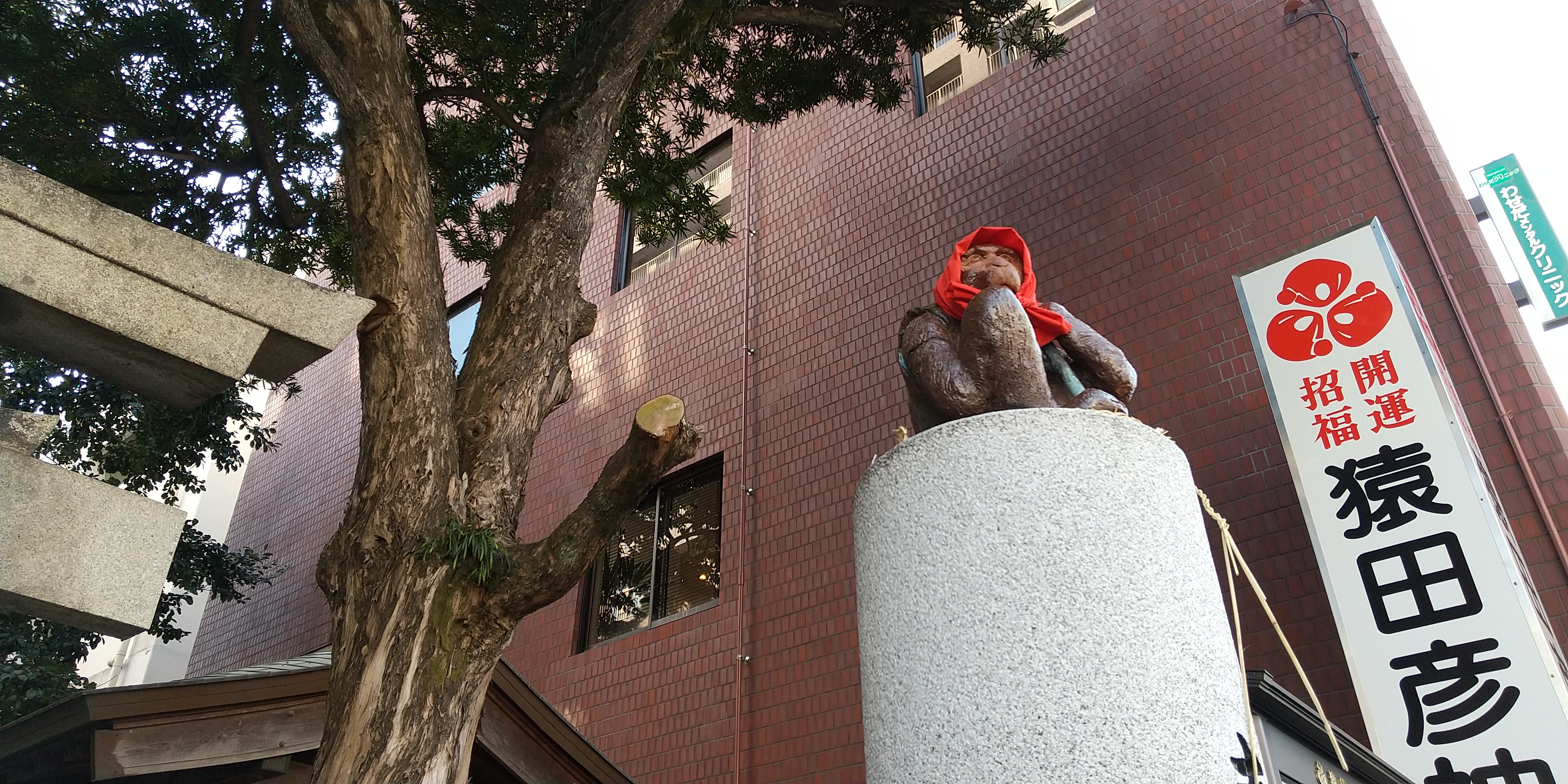
神猿像（入口階段の西側）

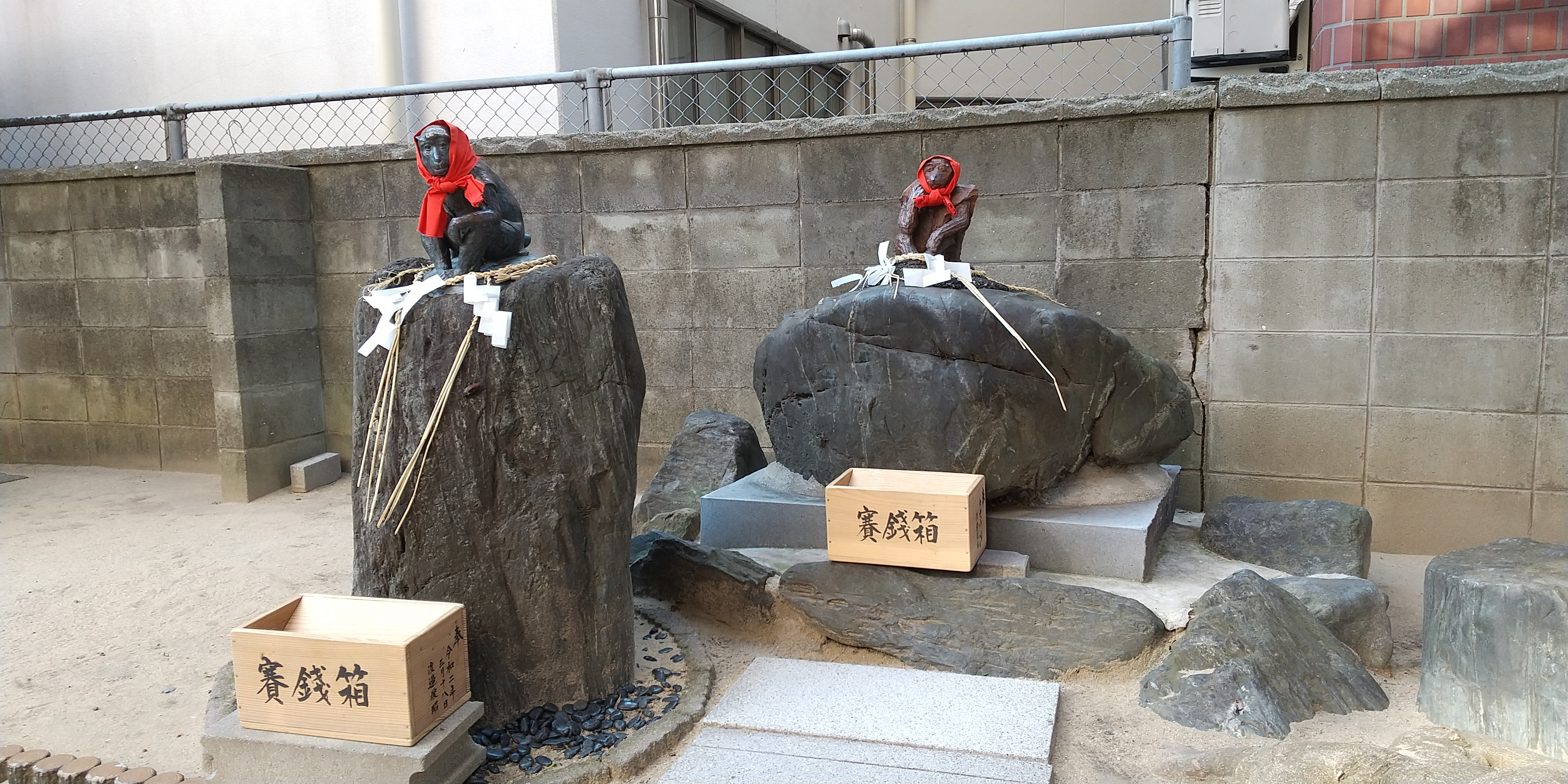
神猿像（参道の西側）

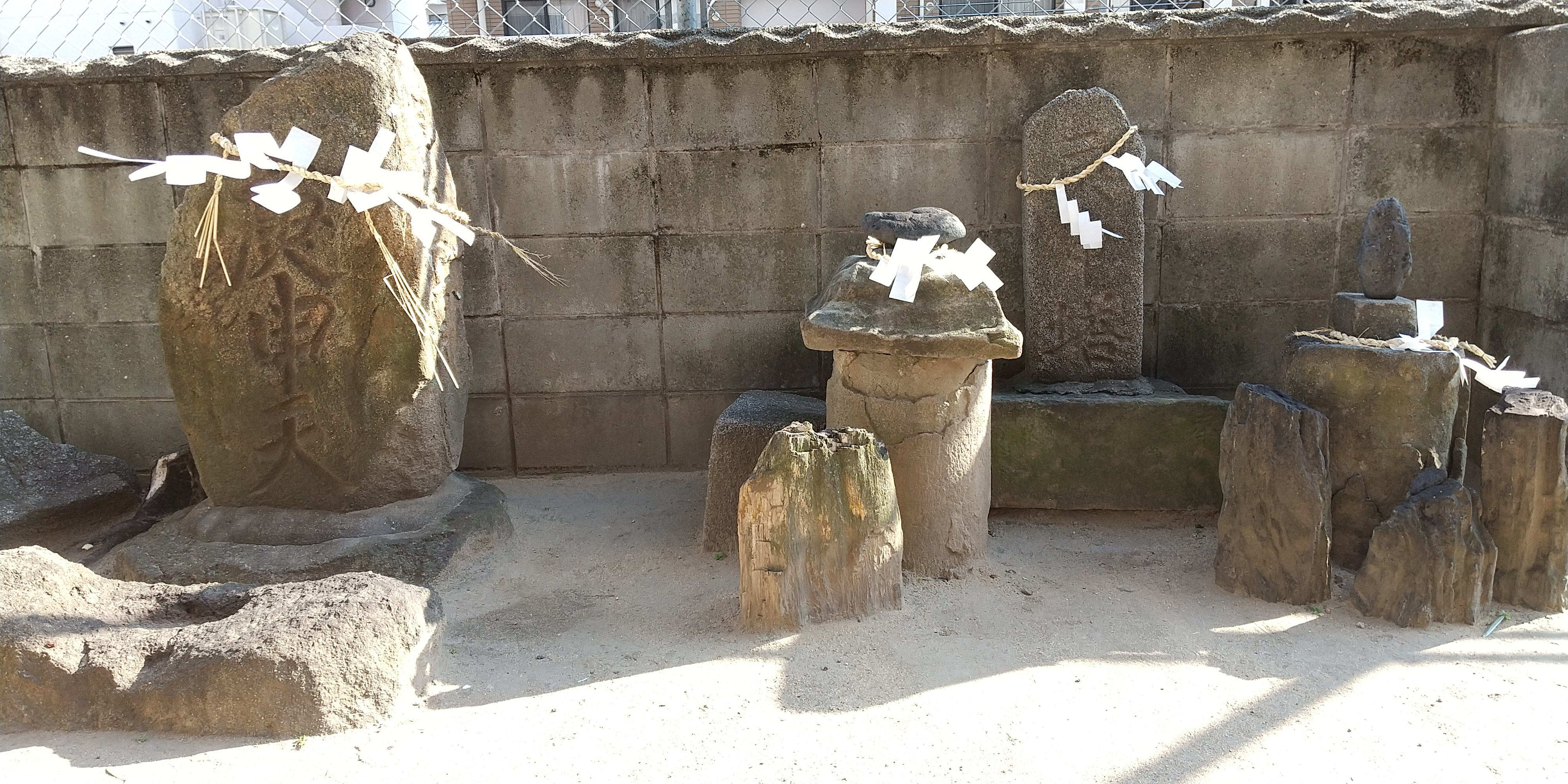
石碑（社殿の南側）

- 社殿（拝殿と本殿の複合社殿、神明造[注釈 3]）
- 社務所
- 手水舎
- 鳥居

## 交通
鉄道については、次の駅出入口の東側すぐ近くに本神社がある。
- 福岡市地下鉄空港線藤崎駅（1番出口から徒歩1分）

バスについては、西日本鉄道株式会社が運営するバスが運行しており、次の停留所等が近くにある。
- 藤崎バス乗継ターミナル（百道）
- 藤崎

また、専用の駐車場はない（周辺に民間の駐車場が複数あるが、空きは状況次第である。）。